# Aamani
Aamani (ur. 16 listopada 1973 w Karnatace) – indyjska aktorka. Znana jest z takich filmów jak:  Bharat Ane Nenu (2018), Hello Brother (1994), Maya Bazaar (1995). 

## Wybrana Filmografia
- 1992: Pachani Samsaram
- 1993: Anna Chellelu
- 1993: Shrinatha Kavi Sarvabhowma
- 1993: Shabash Ramu
- 1993: Repati Rowdy
- 1993: Preme Naa Pranam
- 1993: Mr. Pellam - Jhansi
- 1993: Kannaya - Kittaya
- 1993: Jamba Lakidi Pamba
- 1994: Theerpu
- 1994: Srivari Priyuralu
- 1994: Shubhalagnam - Radha
- 1994: Allari Police - Geetha
- 1994: Hello Brother
- 1995: Subha Sankalpam - Ganga
- 1995: Subhamasthu
- 1995: Maya Bazaar
- 1996: Baap Ji
- 1996: Maavichiguru
- 1996: Hello Guru
- 1997: Priyamainasrivaaru
- 1997: Warning
- 1997: Vammo Vathoo O Pellamoo
- 2004: Swamy
- 2004: Madhayanam Hathya - Lakshmi
- 2004: Aa Naluguru
- 2014: Chandamama Kathalu - Saritha
- 2017: MCA Middle Class Abbayi
- 2018: Bharat Ane Nenu

## Życie Prywatne
Aamani urodziła się 16 listopada 1973 w stanie Karnataka na południu Indii jako Manjula. Jest żoną KajaMydeena